# Fin de Semana de A Limpiar el Mundo
El Fin de Semana de A Limpiar el Mundo se celebra en el tercer fin de semana de septiembre.

## Fin de Semana de A Limpiar el Mundo 2021
El Fin de Semana de A Limpiar el Mundo se celebra en el tercer fin de semana de septiembre.

Bienvenido a Clean Up the World
Clean Up the World se estableció en 1993 y es uno de los más grandes programas en el mundo basado en la comunidad  ambiental.
Unimos grupos comunitarios, escuelas, empresas y gobiernos locales para llevar a cabo actividades que aborden los problemas ambientales locales. Brindamos experiencia, apoyo y orientación a miembros en 130 países de todo el mundo. 

Nuestra visión es inspirar a mil millones de personas en todos los continentes a caminar con ligereza, limpiar y conservar el planeta.
A Limpiar el Mundo

## Temas del Fin de Semana de A Limpiar el Mundo
| Año  | Tema                                                                     |
| ---- | ------------------------------------------------------------------------ |
| 2016 | "Nuestro Entorno… Nuestro Planeta… Nuestra Responsabilidad".             |
| 2015 | "Nuestro Entorno… Nuestro Planeta… Nuestra Responsabilidad".             |
| 2014 | "Nuestro Entorno… Nuestro Planeta… Nuestra Responsabilidad".             |
| 2013 | "Nuestro Entorno… Nuestro Planeta… Nuestra Responsabilidad".             |
| 2012 | "Nuestro Entorno… Nuestro Planeta… Nuestra Responsabilidad".             |
| 2011 | "Nuestro Entorno… Nuestro Planeta… Nuestra Responsabilidad".             |
| 2010 | "Las Comunidades Cuidan de la Naturaleza".                               |
| 2009 | "Las Comunidades se unen para combatir el cambio climático".             |
| 2008 | "Empieza Hoy... para Salvar el Mañana".                                  |
| 2007 | "Nuestro Clima… Nuestras Acciones… Nuestro Futuro".                      |
| 2006 | "celebrando el Año Internacional de los Desiertos y la Desertificación". |
| 2005 | "Ciudades Verdes – Comunidades Verdes".                                  |